# Мартинес, Карлос Хулио
Карлос Хулио Мартинес Ривас (исп. Carlos Julio Martínez Rivas; род. 4 февраля 1994, Санто-Доминго) — доминиканский и испанский футболист, защитник команды «Марбелья» и национальной сборной Доминиканской Республики.

## Клубная карьера
В юношескую команду «Барселоны» Карлос попал в 2007 году. В 2012 году он был переведён в категорию «Хувениль А». В сезоне 2012/13 Карлос провёл только три матча молодёжного первенства, проиграв конкуренцию Элохору Годсвиллю из-за постоянных травм. В 2013 году Карлос Хулио Мартинес присоединился к третьей команде «Вильярреала»

## Карьера в сборной
За юношескую сборную до 17 лет он провёл три встречи и забил один гол. В 2012 году Карлос дебютировал за национальную сборную Доминиканской Республики на Карибском Кубке и с тех пор провёл за неё три матча.

## Стиль игры
Главными его козырями являются превосходные скоростные данные и отменная техника. А наличие в арсенале прекрасного паса при необходимости позволяет исполнять функции центрального полузащитника.